# Obiectivele de dezvoltare durabilă
Obiectivele de Dezvoltare Durabilă (ODD) sau Obiectivele globale sunt o colecție de 17 obiective interconectate menite să servească drept „plan comun pentru pace și prosperitate pentru oameni și planetă, acum și în viitor". Acestea sunt: ODD 1 - Fără sărăcie, ODD 2 - Zero foamete, ODD 3 - Sănătate și bunăstare, ODD 4 - Educație de calitate, ODD 5 - Egalitatea de gen, ODD 6 - Apă curată și canalizare, ODD 7 - Energie curată și la prețuri accesibile, ODD 8 - Muncă decentă și creștere economică, ODD 9 - Industrie, inovare și infrastructură, ODD 10 - Reducerea inegalităților, ODD 11 - Orașe și comunități durabile, ODD 12 - Consum și producție responsabile, ODD 13 - Acțiune climatică, ODD 14 - Viața marină, ODD 15 - Viața terestră, ODD 16 - Pace, justiție și instituții puternice, ODD 17 - Parteneriate pentru obiective. 
ODD-urile subliniază aspectele interconectate de mediu, sociale și economice ale dezvoltării durabile, punând sustenabilitatea în centrul lor
În 2015, Adunarea Generală a Națiunilor Unite a aprobat ODD-urile ca parte a Agendei de dezvoltare post-2015. Această agendă a urmărit să elaboreze un nou cadru de dezvoltare globală, care să înlocuiască Obiectivele de Dezvoltare ale Mileniului (Millennium Development Goals), care au fost finalizate în același an. Aceste obiective au fost elaborate și adoptate în mod oficial printr-o rezoluție a Adunării Generale a Națiunilor Unite cunoscută sub numele de „Agenda 2030”. La 6 iulie 2017, ODD-urile au fost completate, devenind mai ușor aplicabile, printr-o rezoluție a ONU care identifică ținte specifice pentru fiecare obiectiv și furnizează indicatori pentru măsurarea progresului. Majoritatea obiectivelor urmează să fie atinse până în 2030, iar unele nu prevăd o dată limită.
Există abordări transversale și sinergii între diferitele obiective, de exemplu, pentru ODD 13 - Acțiune climatică, Comisia interguvernamentală privind schimbările climatice (IPCC) a constatat sinergii solide cu ODD 3 - Sănătate și bunăstare, ODD 7 -  	Energie curată și la prețuri accesibile, ODD 11 - Orașe și comunități durabile, ODD 12 - Consum și producție responsabile și ODD 14 - Viața marină:70. Pe de altă parte, criticii și observatorii au identificat, de asemenea, compromisuri între obiective:67, cum ar fi între eliminarea foametei și promovarea durabilității mediului:26. În plus, au apărut îngrijorări cu privire la numărul mare de obiective (comparativ cu cele opt Obiective de Dezvoltare ale Mileniului), ceea ce a dus la compromisuri combinate, un accent slab pe sustenabilitatea mediului și dificultăți de monitorizare a indicatorilor calitativi.
ODD-urile sunt monitorizate de Forumul Politic la Nivel Înalt pentru Dezvoltare Durabilă al ONU (High-level Political Forum on Sustainable Development - HLPF), care se întrunește în fiecare an sub auspiciile  Consiliului Economic și Social al Națiunilor Unite, iar rapoartele de progres pentru toate ODD-urile sunt publicate de Secretarul General al Națiunilor Unite. Forumul Politic la Nivel Înalt vine cu propriul set de probleme cauzate de lipsa de conducere politică și de interesele naționale divergente:206. Pentru a facilita monitorizarea progresului în implementarea ODD-urilor, platforma online ODD Tracker a fost lansată în iunie 2018 pentru a prezenta toate datele disponibile pentru toți indicatorii. Pandemia COVID-19 a avut un impact negativ serios asupra tuturor celor 17 ODD-uri în 2020, iar o evaluare științifică a impactului politic al ODD-urilor a constatat în 2022 că ODD-urile au înregistrat doar un „impact politic transformator” limitat. Cel puțin, acestea au afectat modul în care actorii înțeleg și comunică despre dezvoltarea durabilă.

## Istoric

Obiectivele de dezvoltare durabilă sunt o inițiativă a Organizației Națiunilor Unite

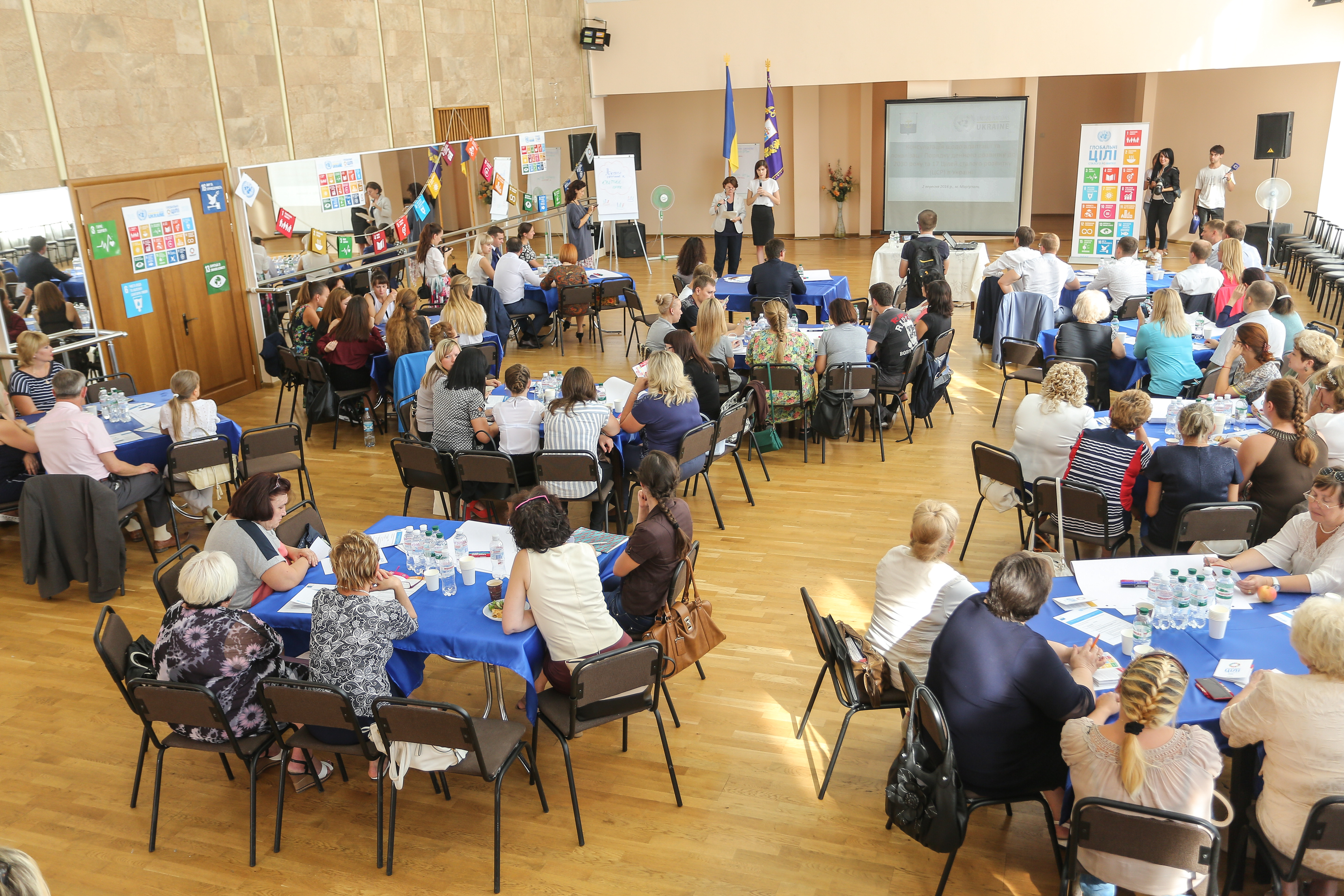
Consultări ODD ONU în Mariupol, Ucraina, 2016

Agenda de dezvoltare post-2015 a fost un proces condus de Națiunile Unite între 2012 și 2015 care a avut rolul de a defini cadrul de dezvoltare globală care va urma Obiectivelor de Dezvoltare ale Mileniului. Obiectivele de Dezvoltare Durabilă (ODD) au fost dezvoltate pentru a înlocui Obiectivele de Dezvoltare ale Mileniului (ODM) care s-au încheiat în 2015.
În 1983, Națiunile Unite au creat Comisia Mondială pentru Mediu și Dezvoltare (cunoscută mai târziu sub denumirea de Comisia Brundtland), care a definit dezvoltarea durabilă ca „întâmpinarea nevoilor prezentului fără a compromite capacitatea generațiilor viitoare de a satisface propriile nevoi”. În 1992, Conferința Națiunilor Unite pentru Mediu și Dezvoltare (United Nations Conference on Environment and Development - UNCED) sau Summit-ul Pământului a avut loc la Rio de Janeiro, unde prima Agendă pentru Mediu și Dezvoltare, cunoscută și sub numele de Agenda 21, a fost dezvoltată și adoptată.
În 2012, Conferința Națiunilor Unite pentru Dezvoltare Durabilă (United Nations Conference on Sustainable Development - UNCSD), cunoscută și sub numele de Rio+20, a avut loc ca urmare a UNCED pe o perioadă de 20 de ani. 
În septembrie 2011, această idee a fost preluată de Departamentul de Informații Publice al Națiunilor Unite la a 64-a Conferință a ONG-urilor de la Bonn, Germania. Documentul final a propus 17 obiective de dezvoltare durabilă și ținte asociate. În perioada premergătoare Rio+20, au existat multe discuții despre ideea ODD. La Conferința Rio+20, statele membre au adoptat o rezoluție cunoscută sub numele de „Viitorul pe care ni-l dorim” (The future we want). Printre temele cheie asupra cărora s-au convenit s-au numărat eradicarea sărăciei, energia, apa și canalizarea, sănătatea și așezările umane.
În ianuarie 2013, a fost înființat Grupul de lucru deschis (Open Working Group - OWG) al Adunării Generale a ONU, format din 30 de membri, privind Obiectivele de Dezvoltare Durabilă, pentru a identifica obiective specifice pentru ODD. OWG și-a prezentat propunerea de 8 ODD și 169 de ținte la cea de-a 68-a sesiune a Adunării Generale din septembrie 2014. La 5 decembrie 2014, Adunarea Generală a ONU a acceptat Raportul de sinteză al Secretarului General, care a precizat că agenda pentru procesul ODD post-2015 se va baza pe propunerile OWG

### Adoptare
La 25 septembrie 2015, cele 193 de țări ale Adunării Generale a ONU au adoptat Agenda de dezvoltare 2030 intitulată „Transformarea lumii noastre: Agenda 2030 pentru dezvoltare durabilă”, care 92 de paragrafe. La paragraful 59 sunt prezentate cele 17 Obiective de Dezvoltare Durabilă, cele 169 de ținte aferente și cei 232 de indicatori utilizați pentru monitorizarea progresului.
Procesul condus de ONU a implicat cele 193 de state membre și societatea civilă la nivel mondial. Rezoluția adoptată este un acord interguvernamental larg care acționează ca Agenda de dezvoltare post-2015. ODD-urile se bazează pe principiile convenite prin Rezoluția A/RES/66/288, intitulată „Viitorul pe care ni-l dorim” (The Future We Want). Acesta a fost un document cu caracter neobligatoriu lansat ca urmare a Conferinței Națiunilor Unite pentru Dezvoltare Durabilă (Rio+20) care a avut loc la Rio de Janeiro, Brazilia, în perioada 20-22 iunie 2012.

### Implementare
Implementarea ODD-urilor a început la nivel mondial în 2016. În 2019, António Guterres (secretarul general al Națiunilor Unite) a lansat un apel global pentru un „deceniu de acțiune” în scopul îndeplinirii Obiectivelor de dezvoltare durabilă până în 2030. Acest deceniu va dura din 2020 până în 2030, progresul fiind monitorizat de Forumul Politic la Nivel Înalt pentru Dezvoltare Durabilă al ONU (High-level Political Forum on Sustainable Development - HLPF), care se întrunește în fiecare an sub auspiciile  Consiliului Economic și Social al Națiunilor Unite, iar rapoartele de progres pentru toate ODD-urile sunt publicate de Secretarul General al Națiunilor Unite.
Există două tipuri principale de actori pentru implementarea ODD: actori statali și nestatali. Actorii statali includ guvernele naționale și autoritățile subnaționale, în timp ce actorii nestatali sunt corporațiile și societatea civilă:80. Participarea și împuternicirea societății civile sunt importante, dar trebuie să se țină cont de existența unor interese diverse în acest grup:80. Formarea de noi parteneriate este utilă. Cu toate acestea, ODD-urile nu sunt obligatorii din punct de vedere juridic și sunt intenționat concepute astfel încât să permită o mare marjă de manevră actorilor. Prin urmare, ei pot interpreta obiectivele diferit și adesea în funcție de propriile interese.

## Conținutul celor 17 Obiective de Dezvoltare Durabilă

### Structura obiectivelor, ținte și indicatori
Lista țintelor și indicatorilor pentru fiecare dintre cele 17 ODD au fost publicate într-o rezoluție a ONU în iulie 2017. Fiecare obiectiv include de obicei 8–12 ținte și fiecare țintă are între unul și patru indicatori utilizați pentru a măsura progresul în atingerea țintelor, cu o medie de 1,5 indicatori pentru fiecare țintă. Țintele sunt fie „ținte de rezultat” (circumstanțe care trebuie atinse), fie ținte „mijloace de implementare”. Cele mai recente ținte au fost introduse ulterior în procesul de negociere a ODD-urilor pentru a răspunde preocupărilor unor state membre cu privire la modul în care urmau să fie realizate ODD-urile. ODD 17 - Parteneriate pentru obiective se referă în întregime la modul în care vor fi atinse obiectivele de dezvoltare durabilă.
Sistemul de numerotare a țintelor este următorul: pentru țintele de rezultat se folosesc numere, în timp ce pentru  mijloacele de implementare folosesc litere mici. De exemplu, ODD 6 - Apă curată și canalizare include un total de 8 ținte. Primele șase sunt ținte de rezultat și sunt etichetate ca Țintele 6.1 până la 6.6. Ultimele două ținte sunt mijloace de implementare și sunt etichetate ca Țintele 6.a și 6.b.
Site-ul web al Diviziei de Statistică a Națiunilor Unite (UNSD) prezintă o listă oficială actualizată a indicatorilor, care include toate actualizările până la cea de-a 51-a sesiune a Comisiei de Statistică din martie 2020.
Indicatorii au niveluri diferite de dezvoltare metodologică și disponibilitate a datelor la nivel global. Inițial, unii indicatori (numiți „indicatori de nivel 3” - Tier 3) nu aveau o metodologie sau standarde stabilite la nivel internațional. Ulterior, cadrul global al indicatorilor a fost ajustat astfel încât indicatorii de nivel 3 au fost fie abandonați, fie înlocuiți, fie perfecționați. La 17 iulie 2020, erau definiți 231 de indicatori unici.
Datele sau informațiile trebuie să includă toate grupurile vulnerabile, cum ar fi copiii, vârstnicii, persoanele cu dizabilități, refugiații, populațiile indigene, migranții și persoanele strămutate intern.

#### Revizuiri ale indicatorilor
Cadrul indicatorilor a fost revizuit cuprinzător la cea de-a 51-a sesiune a Comisiei de Statistică a Națiunilor Unite în 2020. Acesta va fi revizuit din nou în 2025. La cea de-a 51-a sesiune a Comisiei de statistică desfășurată la New York în perioada 3-6 martie 2020, au fost propuse spre examinare de către comisie un total de 36 de modificări ale cadrului global al indicatorilor, unii indicatori fiind înlocuiți, revizuiți sau șterși. Între 15 octombrie 2018 și 17 aprilie 2020, au fost aduse alte modificări indicatorilor. Cu toate acestea, măsurarea lor continuă să fie dificilă

### Lista Obiectivelor de Dezvoltare Durabilă

#### ODD 1:Fără sărăcie
Formularea oficială este: „Fără sărăcie, în toate formele ei, pretutindeni”. Realizarea ODD 1 ar pune capăt sărăciei extreme la nivel global până în 2030. Unul dintre indicatorii cheie care măsoară sărăcia la nivel internațional și național este ponderea populației care trăiește sub pragul sărăciei. Datele sunt analizate în funcție de sex, vârstă, statut de angajare și locație geografică (urban/rural).
Obiectivul are 7 ținte și 13 indicatori pentru a măsura progresul. Cele cinci ținte de rezultat sunt: eradicarea sărăciei extreme, reducerea sărăciei la jumătate, implementarea sistemelor de protecție socială, asigurarea drepturilor egale la proprietate, servicii de bază, tehnologie și resurse economice și dezvoltarea rezistenței la dezastrele de mediu, economice și sociale. Cele două ținte legate de mijloacele de implementare ale ODD 1 sunt mobilizarea de resurse pentru a pune capăt sărăciei și stabilirea cadrelor politice de eradicare a sărăciei la toate nivelurile.

#### ODD 2:Zero foamete
Formularea oficială este: „Eliminarea foametei, asigurarea securității alimentare, îmbunătățirea nutriției și promovarea agriculturii durabile". Indicatorii pentru acest obiectiv sunt, de exemplu, prevalența subnutriției, prevalența insecurității alimentare severe și prevalența deficitului de creștere în înălțime în rândul copiilor sub cinci ani.
ODD 2 are 8 ținte și 14 indicatori pentru a măsura progresul. Cele cinci ținte de rezultat sunt: eliminarea foametei și îmbunătățirea accesului la alimente; eradicarea tuturor formelor de malnutriție; productivitatea agricolă; sisteme de producție alimentară durabile și practici agricole reziliente; diversitatea genetică a semințelor, a plantelor cultivate și a animalelor de fermă și domesticite; investiții, cercetare și tehnologie. Cele trei ținte legate de mijloacele de implementare includ: abordarea restricțiilor comerciale și a distorsiunilor de pe piețele agricole mondiale, piețele de mărfuri alimentare și derivatele acestora.

#### ODD 3:Sănătate și bunăstare
Formularea oficială este: „Asigurarea unei vieți sănătoase și promovarea bunăstării tuturor, de toate vârstele". Indicatorii importanți aici speranța de viață, precum și mortalitatea infantilă și maternă. Alți indicatori sunt, de exemplu, decesele cauzate de accidentele rutiere, prevalența consumului de tutun, rata mortalității prin sinucidere.
ODD 3 are 13 ținte și 28 de indicatori pentru a măsura progresul către ținte. Primele nouă ținte sunt ținte de rezultat:
- reducerea mortalității materne,
- eliminarea deceselor prevenibile ale copiilor în vârstă de până la cinci ani,
- combaterea bolilor transmisibile,
- reducerea mortalității cauzate de bolile netransmisibile și promovarea sănătății mintale,
- prevenirea și tratarea abuzului de substanțe chimice,
- reducerea leziunilor și deceselor survenite în accidente rutiere,
- acces universal la îngrijire sexuală și reproductivă, planificare familială și educație sexuală,
- acoperire medicală universală,
- reducerea numărului de îmbolnăviri și decese cauzate de substanțe chimice periculoase și poluare[36].

Cele patru mijloace de implementare a țintelor sunt:
- implementarea Convenției-cadru a OMS privind controlul tutunului,
- sprijinirea cercetării, dezvoltării și accesului universal la vaccinuri și medicamente la prețuri accesibile,
- creșterea finanțării sănătății și sprijinirea forței de muncă din domeniul sănătății în țările în curs de dezvoltare,
- îmbunătățirea sistemelor de avertizare timpurie privind riscurile globale pentru sănătate[36].

#### ODD 4:Educație de calitate
Formularea oficială este: „Asigurarea unei educații de calitate, incluzivă și echitabilă și promovarea oportunităților de învățare pe tot parcursul vieții, pentru toți". Indicatorii pentru acest obiectiv sunt, de exemplu, ratele de participare la învățământul primar, ratele de absolvire a învățământului primar, participarea la învățământul terțiar și așa mai departe. În fiecare caz, indicii de paritate sunt analizați pentru a se asigura că studenții dezavantajați nu sunt discriminați (se colectează date dezagregate despre „femei/bărbați, rural/urban, raportul chintilelor bogăției inferioară/superioară și altele, cum ar fi statutul de dizabilități, populație indigenă”). Există și un indicator în jurul dotărilor pe care le au clădirile școlii (acces la electricitate, internet, calculatoare, apă potabilă, toalete etc.).
ODD 4 are 10 ținte și 11 indicatori pentru a măsura progresul către ținte. Cele șapte ținte de rezultat sunt:
- învățământ primar și învățământ secundar gratuite,
- acces egal la educație preșcolară de calitate,
- acces egal la învățământ profesional, vocațional și învățământ superior la prețuri accesibile,
- creșterea numărului de persoane cu abilități relevante pentru succesul financiar,
- eliminarea tuturor discriminărilor în educație,
- dobândirea de abilități de bază de scriere/citire (alfabetizare) și socotit de către toți,
- educație privind dezvoltarea durabilă și cetățenia globală[36].

Cele trei mijloace de implementare a țintelor sunt:
- construirea/modernizarea de școli incluzive și sigure,
- extinderea burselor pentru învățământul superior pentru țările în curs de dezvoltare,
- creșterea numărului de profesori calificați în țările în curs de dezvoltare[36].

#### ODD 5:Egalitatea de gen
Formularea oficială este: „Realizarea egalității de gen și creșterea rolului tuturor femeilor și fetelor”. Indicatorii includ, de exemplu, existența unor cadre juridice adecvate și reprezentarea femeilor în parlamentul național sau în organele administrației locale. Datele privind căsătoria forțată și mutilarea genitală feminină sunt de asemenea incluse într-un alt indicator.
ODD 5 are 9 ținte și 14 indicatori pentru a măsura progresul către ținte. Cele șase ținte de rezultat sunt:
- eradicarea tuturor formelor de discriminare la adresa tuturor femeilor și fetelor de pretutindeni,
- eradicarea violenței și exploatării femeilor și fetelor,
- eliminarea practicilor dăunătoare, cum ar fi căsătoria precoce și forțată și mutilarea genitală feminină,
- valorificarea responsabilităților de îngrijire neremunerate și promovarea partajării responsabilităților casnice,
- asigurarea participării depline a femeilor la conducere și luarea deciziilor,
- asigurarea drepturilor și accesului universal la sănătate reproductivă[36].

Cele trei mijloace de implementare a țintelor sunt:
- promovarea drepturilor egale la resurse economice, proprietate și servicii financiare pentru femei,
- promovarea emancipării femeilor prin tehnologie,
- adoptarea, consolidarea politicilor și punerea în aplicare a legislației privind egalitatea de gen[36].

#### ODD 6:Apă curată și canalizare
Formularea oficială este: „Asigurarea disponibilității și gestionarea durabilă a apei și apelor uzate pentru toți”. Programul comun de monitorizare a alimentării cu apă și canalizării (Joint Monitoring Programme for Water Supply and Sanitation - JMP) al Organizației Mondiale a Sănătății și Fondului Internațional pentru Urgențe ale Copiilor al Națiunilor Unite a precizat în 2017 că 4,5 miliarde de persoane nu aveau acces la  sisteme de canalizare corespunzătoare. 
ODD 6 are 8 ținte. Șase dintre ele urmează să fie realizate până în anul 2030, una până în anul 2020, iar una nu prevede un termen limită. Fiecare dintre ținte are, de asemenea, unul sau doi indicatori care sunt utilizați pentru a măsura progresul. În total, există 11 indicatori pentru a monitoriza progresul pentru ODD 6. Principalele surse de date pentru obiectivele și indicatorii ODD 6 provin din Inițiativa de monitorizare integrată pentru ODD 6 (Integrated Monitoring Initiative for SDG 6) coordonată de UN-Water.
Cele șase ținte orientate spre rezultat includ: apă potabilă sigură și accesibilă, oprirea defecării în aer liber și asigurarea accesului la canalizare și facilități sanitare, îmbunătățirea calității apei, tratarea apelor uzate și reutilizarea în siguranță, creșterea eficienței utilizării apei și asigurarea aprovizionării cu apă curată, implementarea Managementului integrat al resurselor de apă, protejarea și restaurarea ecosistemelor legate de apă. Cele două mijloace de realizare a țintelor sunt: extinderea sprijinului pentru dezvoltarea sistemelor de apă și canalizare în țările în curs de dezvoltare și sprijinirea angajamentului local în gestionarea apei și a canalizării.

#### ODD 7:Energie curată și la prețuri accesibile
Formularea oficială este: „Asigurarea accesului la energie accesibilă, fiabilă, durabilă și modernă pentru toți”. Unul dintre indicatorii acestui obiectiv este procentul populației cu acces la energie electrică (au fost înregistrate progrese în extinderea accesului la energie electrică în mai multe țări, în special în India, Bangladesh și Kenya). Alți indicatori prezintă ponderea energiei regenerabile și eficiența energetică.
ODD 7 are 5 ținte care urmează să fie atinse până în 2030, iar progresul către ținte este măsurat prin 6 indicatori. Trei din cele cinci ținte sunt ținte de rezultat: acces universal la energie modernă, creșterea procentului global de energie regenerabilă, dublarea ratei de creștere a eficienței energetice. Celelalte două ținte sunt mijloace de implementare: promovarea accesului la cercetare, tehnologie și investiții în energie curată, extinderea și actualizarea serviciilor energetice pentru țările în curs de dezvoltare. Cu alte cuvinte, aceste ținte urmăresc includerea accesului la energie accesibilă și fiabilă, crescând în același timp ponderea energiei regenerabile în mixul energetic global. De asemenea, se concentrează pe îmbunătățirea eficienței energetice, cooperarea internațională și investițiile în infrastructura de energie curată.

#### ODD 8:Muncă decentă și creștere economică
Formularea oficială este: „Promovarea creșterii economice susținute, incluzive și durabile, a ocupării depline și productive a forței de muncă și a muncii decente pentru toți”. Indicatorii importanți pentru acest obiectiv includ creșterea economică în țările cel mai puțin dezvoltate și rata reală a PIB per locuitor. Alte exemple sunt ratele șomajului în rândul tinerilor și accidentele profesionale sau numărul de femei angajate în comparație cu bărbații.
ODD 8 are 12 ținte în total. dintre care unele urmează să fie atinse până în 2030, iar altele până în 2020. Primele zece sunt ținte de rezultat. Acestea sunt: creștere economică durabilă, diversificare, inovare și modernizare pentru productivitate economică, promovarea politicilor de sprijinire a creării de locuri de muncă și dezvoltarea întreprinderilor, îmbunătățirea eficienței resurselor în consum și producție, ocuparea deplină a forței de muncă și muncă decentă cu salarii egale pentru aceeași muncă, promovarea ocupării forței de muncă, a educației și a formării tinerilor, eradicarea sclaviei moderne, a traficului de persoane și a muncii copiilor, protejarea drepturilor persoanelor angajate în muncă și promovarea unor medii de lucru sigure, promovarea unui turism durabil, benefic și universal, accesul universal la servicii bancare, asigurări și servicii financiare. În plus, există și două mijloace de implementare: creșterea sprijinului pentru comerț (Aid for Trade), dezvoltarea unei strategii globale de ocupare a forței de muncă pentru tineri.

#### ODD 9:Industrie, inovare și infrastructură
Formularea oficială este: „Construcția unei infrastructuri rezistente, promovarea industrializării incluzive și durabile și încurajarea inovației”. Indicatorii acestui obiectiv includ, de exemplu, proporția de oameni care sunt angajați în activități de producție, care locuiesc în zone acoperite de o rețea mobilă sau care au acces la internet. Un indicator care este legat de schimbările climatice este „emisiile de CO2 pe unitatea de valoare adăugată”.
Obiectivul are 8 ținte, iar progresul este măsurat prin 12 indicatori. Primele 5 ținte sunt ținte de rezultat. Acestea sunt: dezvoltarea unei infrastructuri durabile, reziliente și incluzive, promovarea industrializării incluzive și durabile, creșterea accesului la servicii financiare și la piețe, modernizarea tuturor sectoarelor industriale și infrastructurii pentru sustenabilitate, îmbunătățirea cercetării și modernizarea tehnologiilor industriale. Celelalte 3 ținte sunt „mijloace de implementare”: facilitarea dezvoltării durabile a infrastructurii pentru țările în curs de dezvoltare, sprijinirea dezvoltării tehnologiei interne și diversificarea industrială, accesul universal la tehnologia informației și comunicațiilor.

#### ODD 10:Reducerea inegalităților
Formularea oficială este: „Reducerea inegalităților în interiorul țărilor și între acestea”. Indicatorii importanți pentru acest ODD sunt: diferențele de venit, aspecte de gen și dizabilitate, precum și politicile de migrație și mobilitate a oamenilor
ODD 10 are 10 ținte, care urmează să fie atinse până în 2030. Progresul către ținte va fi măsurat prin indicatori. Primele 7 ținte sunt ținte de rezultat: reducerea inegalității veniturilor, promovarea incluziunii sociale, economice și politice universale, asigurarea egalității de șanse și eradicarea discriminării, adoptarea de politici fiscale și sociale care promovează egalitatea, reglementarea îmbunătățită a piețelor financiare și instituțiilor globale, reprezentare sporită pentru țările în curs de dezvoltare în instituțiile financiare, adoptarea de politici de migrație responsabile și bine gestionate. Celelalte 3 ținte sunt mijloace de implementare: tratament special și diferențiat pentru țările în curs de dezvoltare, încurajarea Asistenței Oficiale pentru Dezvoltare și a investițiilor în țările cel mai puțin dezvoltate, reducerea costurilor de tranzacție pentru transferurile financiare către familiile migranților.

#### ODD 11:Orașe și comunități durabile
Formularea oficială este: „Orașe și comunități incluzive, sigure, rezistente și durabile". Indicatorii importanți pentru acest obiectiv sunt numărul de persoane care trăiesc în mahalale urbane, proporția populației urbane care are acces convenabil la transportul public și dimensiunea suprafeței construite per persoană.
ODD 11 are 10 ținte, care urmează să fie atinse, iar progresul către ținte va fi măsurat prin 15 indicatori. Primele 7 ținte sunt ținte de rezultat: locuințe sigure și accesibile, sisteme de transport durabil la prețuri accesibile, urbanizare incluzivă și durabilă, protecția patrimoniului cultural și al celui natural la nivel global, reducerea efectelor adverse ale dezastrelor naturale, reducerea impactului orașelor asupra mediului și oferirea de acces la spații verzi publice sigure și incluzive. Celelalte 3 ținte sunt mijloace de implementare: planificarea susținută a dezvoltării naționale și regionale, implementarea politicilor de incluziune, eficiența resurselor și reducerea riscului de dezastre în sprijinirea țărilor cel mai puțin dezvoltate pentru construirea de clădiri durabile și rezistente.

#### ODD 12:Consum și producție responsabile
Formularea oficială este: „Asigurarea unor modele durabile de consum și producție”. Unul dintre indicatori este numărul de instrumente de politică națională pentru promovarea consumului durabil și a modelelor de producție:14. Un altul este subvențiile globale pentru combustibili fosili:14. O creștere a reciclării interne și o dependență redusă de comerțul cu deșeuri din plastic la nivel mondial sunt alte acțiuni care ar putea ajuta la îndeplinirea obiectivului.
Obiectivul are 11 ținte. Primele 8 sunt ținte de rezultat: implementarea Cadrului de programe pe 10 ani privind modelele de consum și producție durabile, realizarea unui management durabil și utilizarea eficientă a resurselor naturale, reducerea la jumătate a risipei alimentare globale per locuitor la nivelurile retail și consumator final și reducerea pierderilor alimentare de-a lungul lanțurilor de producție și aprovizionare, inclusiv pierderile după recoltare, gestionarea rațională din punct de vedere ecologic a substanțelor chimice și a tuturor deșeurilor pe parcursul ciclului lor de viață, reducerea generării de deșeuri prin prevenire, reducere, reciclare și reutilizare, încurajarea companiilor în adoptarea de practici durabile, promovarea practicilor de achiziții publice durabile și informarea și conștientizarea oamenilor de pretutindeni despre dezvoltarea durabilă. Cele trei mijloace de implementare sunt: sprijinirea țărilor în curs de dezvoltare în consolidarea capacității științifice și tehnologice, dezvoltarea și implementarea instrumentelor de monitorizare a impactului dezvoltării durabile și eliminarea distorsiunilor pieței, cum ar fi subvențiile pentru combustibili fosili care încurajează consumul.

#### ODD 13:Acțiune climatică
Formularea oficială este: „Măsuri urgente pentru combaterea schimbărilor climatice și a impactului acestora”. În 2021 până la începutul anului 2023, Comisia Interguvernamentală pentru Schimbări Climatice (Intergovernmental Panel on Climate Change - IPCC) a publicat al șaselea raport de evaluare, care analizează informațiile științifice, tehnice și socio-economice referitoare la schimbările climatice.
ODD 13 are 5 ținte care urmează să fie atinse până în 2030. Acestea acoperă o gamă largă de probleme legate de acțiunea climatică. Primele 3 sunt ținte de rezultat: consolidarea rezilienței și capacitatea de adaptare la dezastrele legate de climă, integrarea măsurilor privind schimbările climatice în politici și planificare consolidarea cunoștințelor și a capacităților pentru a face față schimbărilor climatice. Celelalte două ținte sunt mijloace de implementare: implementarea Convenției-cadru a Națiunilor Unite privind schimbările climatice (United Nations Framework Convention on Climate Change - UNFCCC[en]) și promovarea mecanismelor de creștere a capacității de planificare și management.

#### ODD 14:Viața marină
Formularea oficială este: „Conservarea și utilizarea durabilă a oceanelor, mărilor și resurselor marine pentru o dezvoltare durabilă”. Eforturile actuale de a proteja oceanele, mediile marine și pescuitul la scară mică nu satisfac nevoia de a proteja resursele. Creșterea temperaturii oceanelor și dezoxigenarea acestora acționează concomitent cu acidificarea oceanelor, constituind „trioul mortal” al presiunilor schimbărilor climatice asupra mediului marin.
Obiectivul are 10 ținte care urmează să fie atinse până în 2030. Primele șapte sunt ținte de rezultat: reducerea poluării marine, protejarea și restaurarea ecosistemelor, reducerea acidificării oceanelor, pescuit durabil, conservarea zonelor de coastă și marine, eliminarea subvențiilor care contribuie la pescuitul excesiv, sporirea beneficiilor economice din utilizarea durabilă a resurselor marine. Celelalte trei ținte sunt mijloace de implementare: creșterea nivelului de cunoștințe științifice, intensificarea cercetării și transferul de tehnologii privind sănătatea oceanelor, sprijinirea pescuitului la scară mică, implementarea și aplicarea legislației maritime internaționale (Law of the sea). Un indicator (14.1.1b) din ODD 14 se referă în mod specific la reducerea impactului poluării marine cu plastic. Pentru fiecare țintă, este prevăzut câte un indicator care oferă o metodă de monitorizare a progresului general.

#### ODD 15:Viața terestră
Formularea oficială este: „Protejarea, restaurarea și promovarea utilizării durabile a ecosistemelor terestre, gestionarea durabilă a pădurilor, combaterea deșertificării, oprirea și inversarea degradării terenurilor și oprirea pierderii biodiversității”. Ponderea suprafeței forestiere rămase, deșertificarea și riscul de extincție a speciilor sunt exemple de indicatori ai acestui obiectiv.
Obiectivul are 12 ținte care urmează să fie atinse până în 2030. Primele nouă sunt ținte de rezultat: conservarea și restaurarea ecosistemelor terestre și de apă dulce, oprirea defrișării și refacerea pădurilor degradate, combaterea deșertificării și refacerea terenurilor degradate, conservarea ecosistemelor montane, protejarea biodiversității si habitatelor naturale, protejarea accesului la resursele genetice și împărțirea echitabilă a beneficiilor, eliminarea braconajului și traficului de specii protejate, prevenirea infiltrării speciilor exotice invazive pe uscat și în ecosistemele acvatice și integrarea ecosistemului și a biodiversității în planificarea guvernamentală. Celelalte trei ținte sunt mijloace de implementare: creșterea resurselor financiare pentru conservarea și utilizarea în mod durabil a ecosistemului și biodiversității, finanțarea și stimularea gestionării durabile a pădurilor, combaterea braconajului și a traficului la nivel global.

#### ODD 16:Pace, justiție și instituții puternice
Formularea oficială este: „Promovarea societăților pașnice și incluzive pentru dezvoltarea durabilă, asigurarea accesului la justiție pentru toți și construirea unor instituții eficiente, responsabile și incluzive la toate nivelurile”. Ratele de înregistrare a nașterilor și prevalența luării de mită sunt două exemple de indicatori incluși în acest obiectiv
Obiectivul are 12 ținte. Primele zece sunt ținte de rezultat: reducerea violenței, protejarea copiilor de abuz, exploatare, trafic și violență, promovarea statului de drept și asigurarea accesului egal la justiție, combaterea crimei organizate și a fluxurilor financiare ilicite și a traficului de arme, reducerea substanțială a corupției și mitei, dezvoltarea unor instituții eficiente, responsabile și transparente, adoptarea unor decizii receptive, incluzive și reprezentative, consolidarea participării la guvernanța globală, asigurarea identității juridice universale, asigurarea accesului public la informații și protejarea libertăților fundamentale. Celelalte două ținte sunt mijloace de implementare: consolidarea instituțiilor naționale pentru prevenirea violenței și combaterea criminalității și a terorismului, promovarea și aplicarea legilor și politicilor nediscriminatorii.

#### ODD 17:Parteneriate pentru obiective
Formularea oficială este: „Consolidarea mijloacelor de implementare și revitalizarea parteneriatului global pentru dezvoltare durabilă”. Creșterea cooperării internaționale este considerată vitală pentru atingerea fiecăruia dintre cele 16 obiective anterioare. Dezvoltarea de parteneriate cu mai multe părți interesate pentru a facilita schimbul de cunoștințe, expertiză, tehnologie și resurse financiare este recunoscută ca fiind esențială pentru succesul general al ODD. Scopul include îmbunătățirea cooperării nord-sud și sud-sud. Parteneriatele public-privat care implică societatea civilă sunt menționate în mod special.
ODD 17 este o viziune pentru un comerț îmbunătățit și mai echitabil, precum și inițiative de investiții coordonate pentru a promova dezvoltarea durabilă dincolo de granițe. Este vorba despre consolidarea și eficientizarea cooperării dintre statele-națiune, atât dezvoltate, cât și în curs de dezvoltare, folosind ODD-urile ca un cadru comun și o viziune comună pentru definirea acelei căi colaborative de urmat. Acesta caută să promoveze comerțul internațional și un sistem comercial echitabil.
Obiectivul are 17 ținte care trebuie atinse până în 2030, împărțite în cinci categorii: finanțare, tehnologie, consolidarea capacității, comerț și probleme sistemice. Progresul către ținte va fi măsurat prin 25 de indicatori. Toate țintele sunt considerate mijloace de implementare.

## Probleme transversale și sinergii

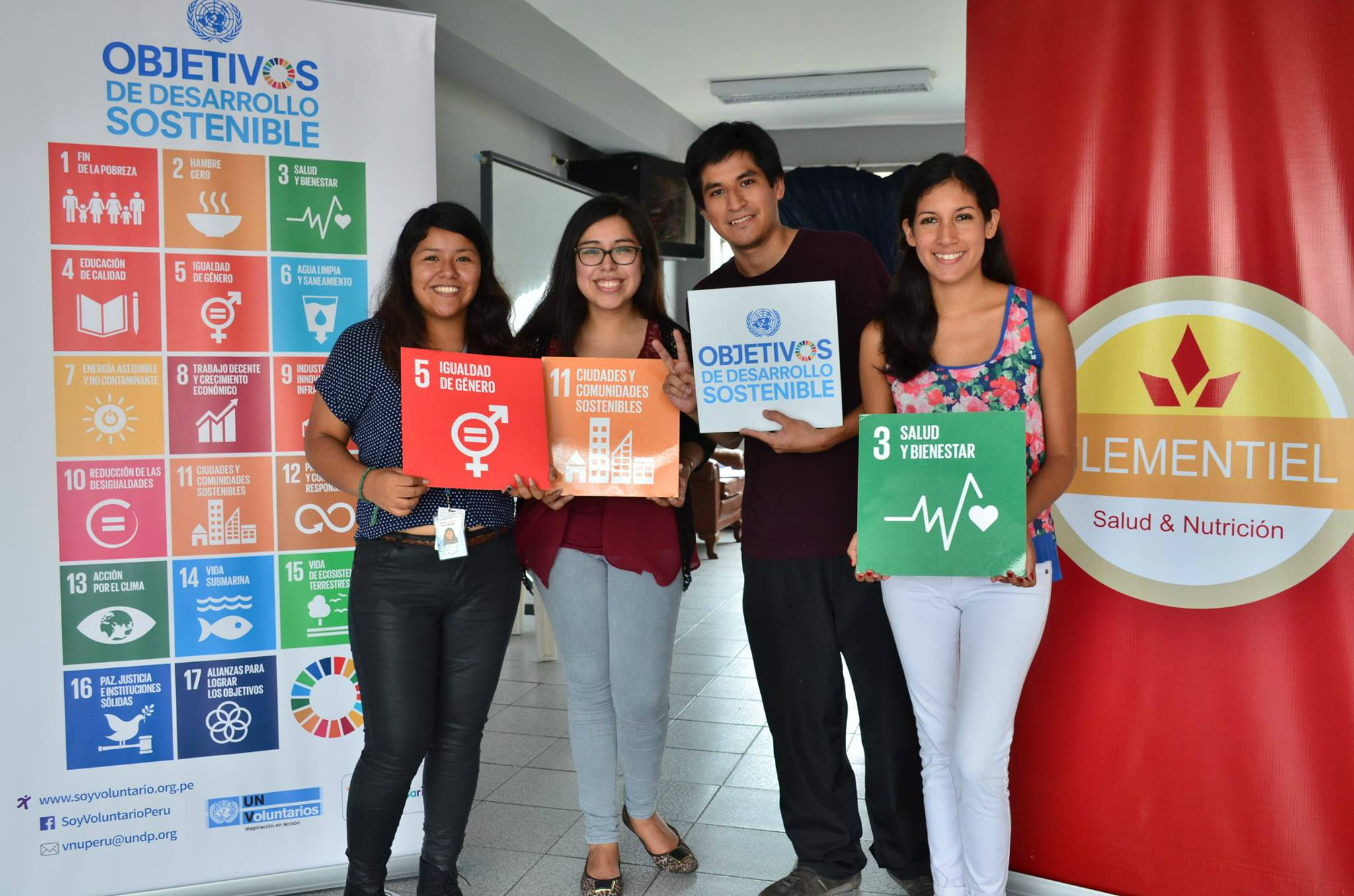
Tineri ținând bannere ODD în Lima, Peru

Trei aspecte trebuie conjugate pentru a realiza o dezvoltare durabilă: dimensiunile economice, socio-politice și de mediu sunt vitale și interdependente. Cercetarea multidisciplinară și trans-disciplinară în toate cele trei sectoare sunt necesare pentru a realiza progrese, dar acest lucru se dovedește dificil atunci când guvernele importante nu îl susțin.
Egalitatea de gen, educația, cultura și sănătatea sunt câteva exemple de probleme transversale și de diverse interconexiuni inerente ODD-urilor.

### Egalitatea de gen
Consensul larg este că progresul în ceea ce privește toate ODD-urile va fi blocat dacă emanciparea femeilor și egalitatea de gen nu sunt prioritizate și tratate holistic. ODD-urile se adresează factorilor de decizie politică, precum și directorilor și membrilor consiliilor de administrație din sectorul privat pentru a promova egalitatea de gen. Declarații din diverse surse, cum ar fi Organizația pentru Cooperare și Dezvoltare Economică (OCDE), UN Women și Forumul Mondial pentru Pensii, au remarcat că investițiile în femei și fete au un impact pozitiv asupra economiilor. Investițiile naționale și globale în dezvoltare în femei și fete depășesc adesea domeniul de aplicare inițial.
Egalitatea de gen este integrată în cadrul Obiectivelor de Dezvoltare Durabilă, colectarea datelor asigurând că cele mai multe dintre acestea sunt dezagregate în funcție de sex:11

### Educație și cultură

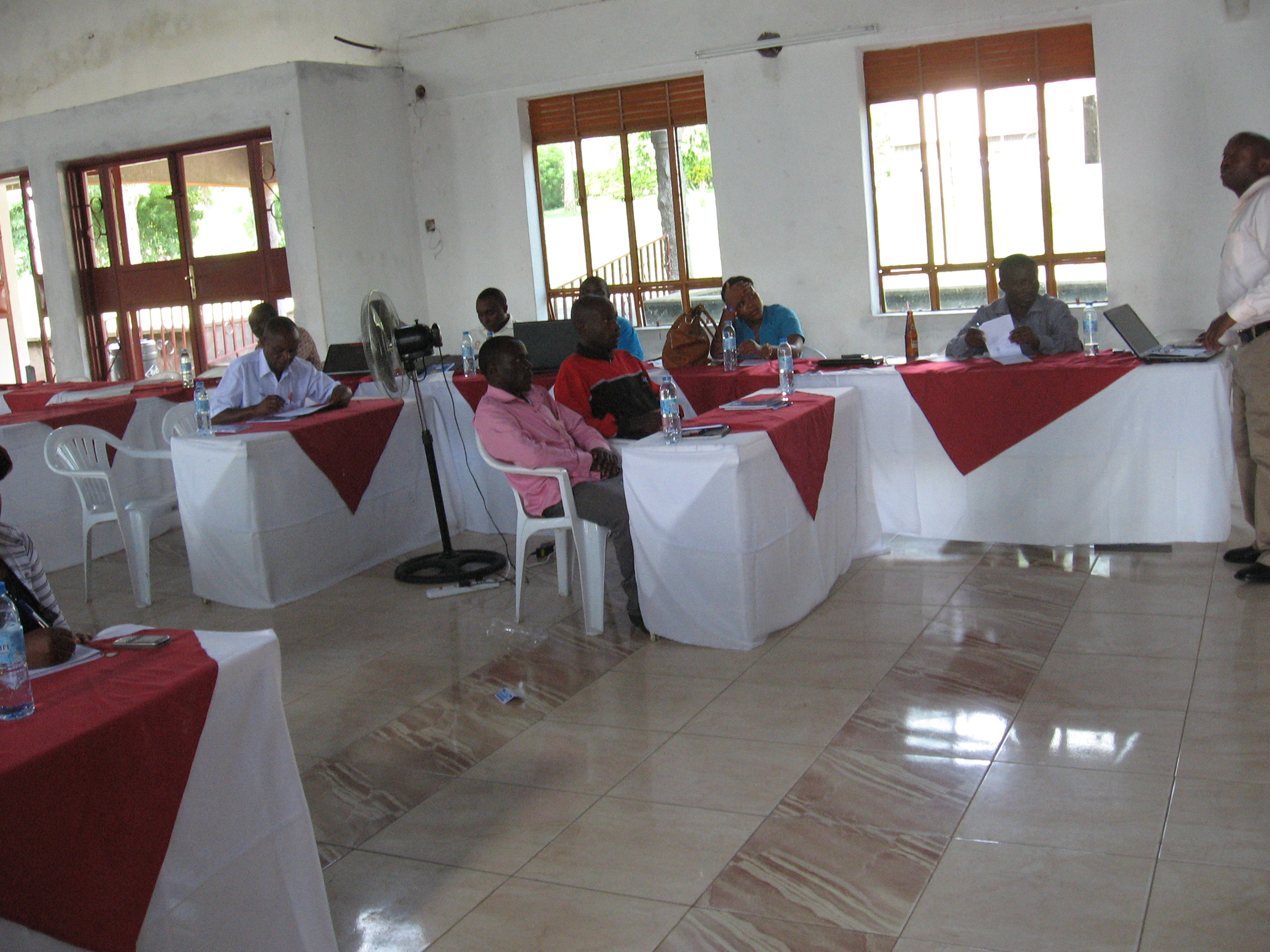
Atelier de instruire privind educația pentru dezvoltare durabilă în districtul Kasese, Uganda

Educația pentru dezvoltare durabilă (Education for sustainable development - ESD) este recunoscută în mod explicit în ODD ca parte a Țintei 4.7 privind educația. Organizația Națiunilor Unite pentru Educație, Știință și Cultură promovează Educația pentru cetățenie globală (Global Citizenship Education - GCED) ca o abordare complementară. Educația pentru dezvoltare durabilă este importantă pentru toate celelalte 16 Obiective de Dezvoltare Durabilă.
Cultura este menționată în mod explicit în Ținta 4.11 („Consolidarea eforturilor de protejare și salvgardare a patrimoniului cultural și natural al lumii”). Cu toate acestea, cultura este văzută ca o temă transversală, deoarece are un impact asupra mai multor ODD. De exemplu, cultura joacă un rol în țintele ODD în cazul în care se referă la mediu și reziliență (ODD 11, ODD 12 și ODD 16), prosperitate și mijloace de trai (ODD 8), incluziune și participare (ODD 11 și ODD 16):2.

### Sănătate

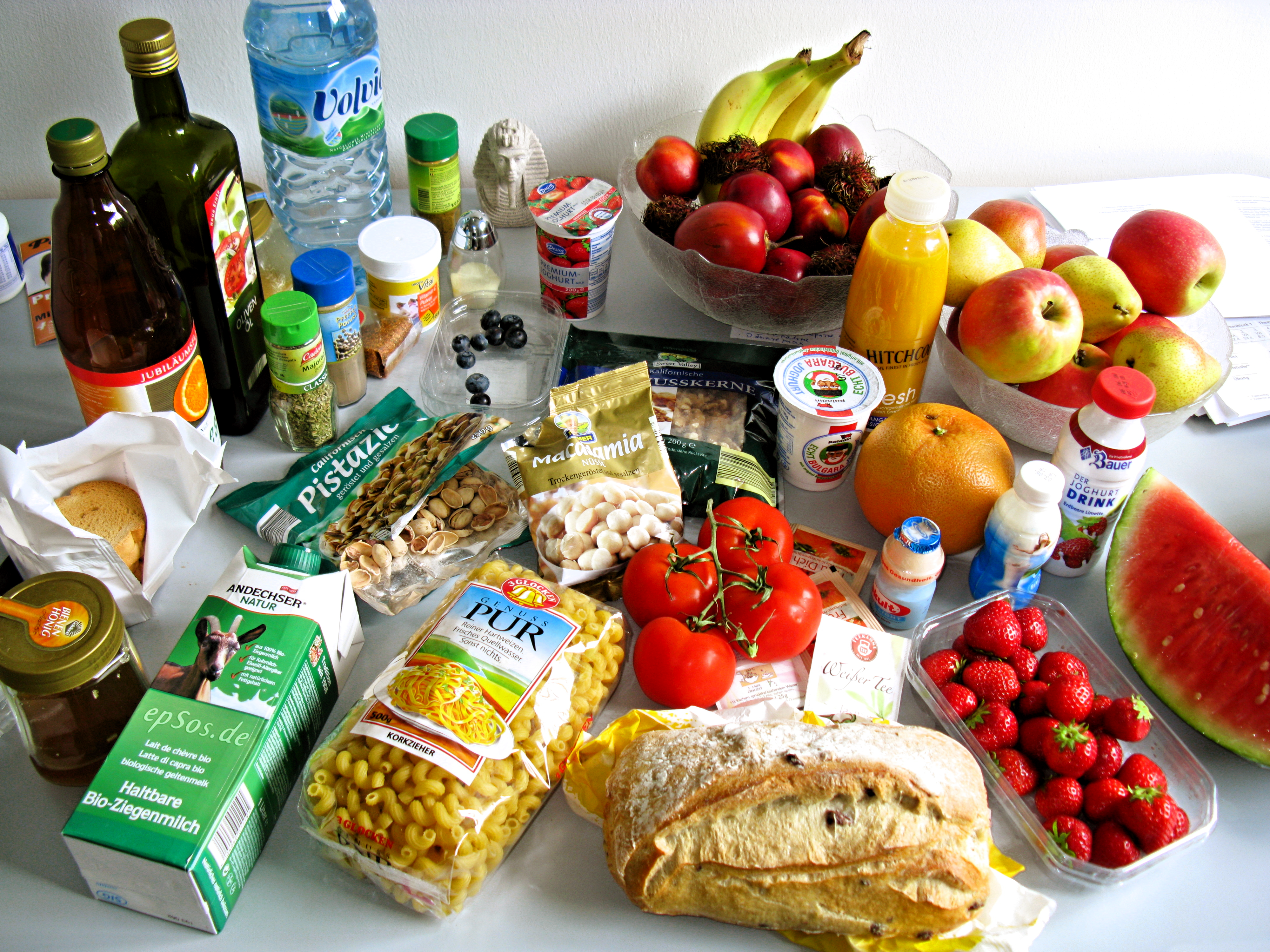
Alimentele suficiente și sănătoase ar trebui puse la dispoziția tuturor

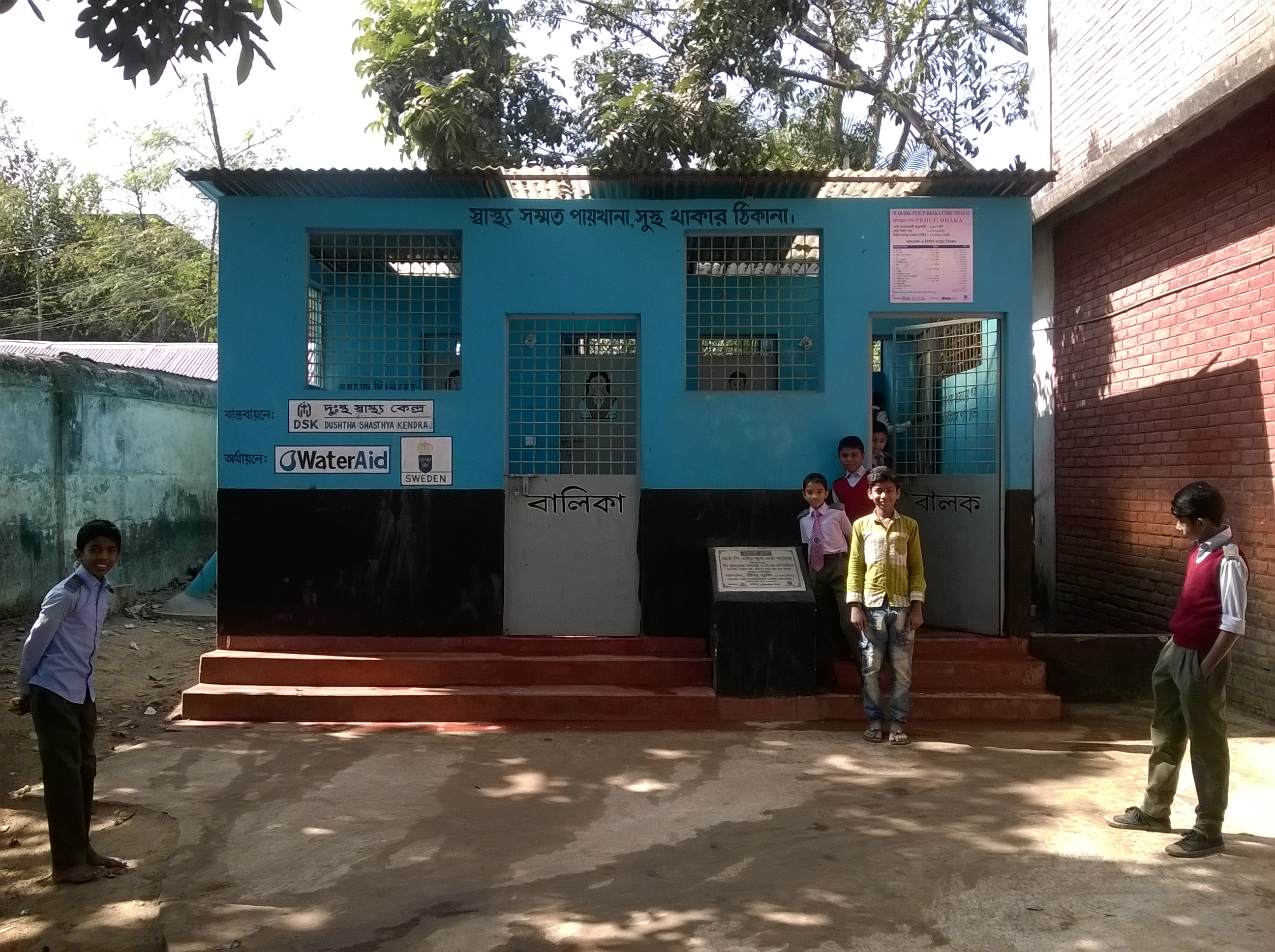
Exemplu de canalizare pentru toți: toaleta școlii (Școala și colegiul Mohakhali, Dhaka, Bangladesh)

ODD-urile de la 1 la 6 abordează în mod direct disparitățile în materie de sănătate, în primul rând în țările în curs de dezvoltare. Aceste șase obiective abordează probleme cheie referitoare la sănătatea publică globală, sărăcie, foamete și securitate alimentară, sănătate, educație, egalitate de gen și emanciparea femeilor, precum și la apă și canalizare. Oficialii din sănătatea publică pot folosi aceste obiective pentru a-și stabili propria agendă și pentru a-și planifica inițiative la scară mai mică pentru propriile organizații. 
Legăturile dintre diferitele obiective de dezvoltare durabilă și sănătatea publică sunt numeroase și bine stabilite:
- ODD 1: Traiul sub pragul sărăciei este atribuit unor condiții precare în materie de sănătate care pot fi și mai accentuate pentru persoanele care trăiesc în țările în curs de dezvoltare, unde sărăcia extremă este mai frecventă. Un copil născut într-o familie săracă are de două ori mai multe șanse să moară înainte de împlinirea vârstei de cinci ani, comparativ cu un copil dintr-o familie mai bogată[57]
- ODD 2: Efectele dăunătoare ale foametei și malnutriției care pot apărea din provocările sistemice legate de securitatea alimentară sunt enorme. Organizația Mondială a Sănătății estimează că 12,9% din populația țărilor în curs de dezvoltare este subnutrită[58]
- ODD 4 și ODD 5: Echitatea educațională nu a fost încă atinsă în lume. Eforturile privind sănătatea publică sunt împiedicate de aceasta, deoarece lipsa educației poate duce la rezultate mai slabe în materie de sănătate. Acest lucru este demonstrat de copiii mamelor care nu au educație, care înregistrează o rată de supraviețuire mai mică în comparație cu copiii născuți de mame cu nivel primar sau mai mare de educație[57].

### Sinergii
Sinergiile dintre ODD sunt „antagoniștii buni ai compromisurilor”:67. De exemplu, în ceea ce privește ODD 13 - Acțiune climatică, IPCC vede sinergii solide, în special pentru ODD 3 - Sănătate și bunăstare, ODD 7 - Energie curată și la prețuri accesibile, ODD 11 - Orașe și comunități durabile, ODD 12 - Consum și producție responsabile și ODD 14 - Viața marină:70
Pentru a îndeplini ODD 13 și alte ODD, sunt necesare investiții susținute pe termen lung în inovarea ecologică pentru: decarbonizarea stocului de capital fizic – energie, industrie și infrastructură de transport – și pentru a asigura rezistența acestuia la un climat viitor în schimbare, pentru a conserva și îmbunătăți capitalul natural – pădurile, oceanele și zonele umede - și de a instrui oamenii să lucreze într-o economie neutră din punct de vedere climatic.

## Provocări

### Dificultăți în urmărirea indicatorilor calitativi
În ceea ce privește țintele ODD-urilor, în general s-a constatat o precaritate în privința legăturilor dintre mijloacele de implementare și rezultate. Țintele considerate mijloace de implementare (cele notate cu o literă, de exemplu, Ținta 6.a) sunt conceptualizate imperfect și formulate inconsecvent, iar urmărirea indicatorilor lor în mare măsură calitativi este dificilă.

### Compromisurile nu sunt abordate în mod explicit

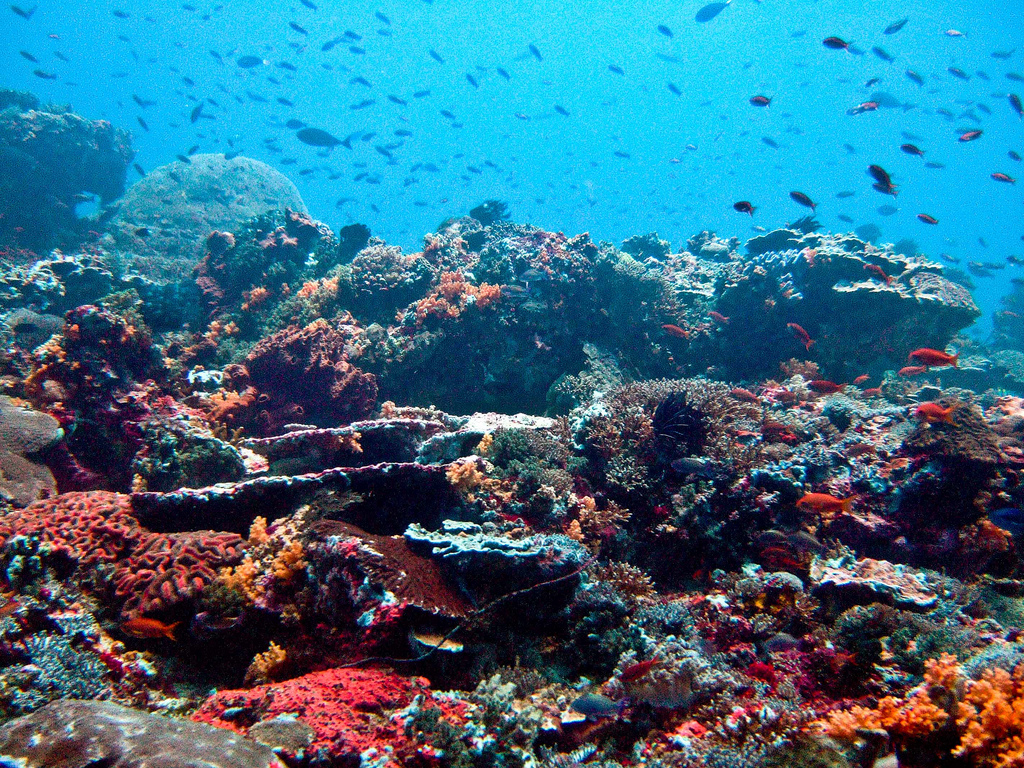
Reciful Nusa Lembongan, Indonezia

Compromisurile dintre cele 17 obiective de dezvoltare durabilă ar putea împiedica realizarea lor:66 De exemplu, trei compromisuri dificil de luat în considerare sunt următoarele: „Cum poate fi eradicarea foametei conciliată cu sustenabilitatea mediului? (țintele ODD 2.3 și 15.2). Cum poate fi conciliată creșterea economică cu sustenabilitatea mediului? (țintele ODD 9.2 și 9.4). Cum poate fi conciliată inegalitatea veniturilor cu creșterea economică? (țintele ODD 10.1 și 8.1)".
Obiectivele de Dezvoltare Durabilă nu abordează în mod specific tensiunile dintre creșterea economică și sustenabilitatea mediului. În schimb, ele subliniază „afirmațiile de lungă durată, dar dubioase despre decuplare și eficiența resurselor ca soluții tehnologice la criza de mediu”:145. De exemplu, creșterea economică globală constantă de 3% (ODD 8 - Muncă decentă și creștere economică) poate să nu fie conciliabilă cu obiectivele de sustenabilitate ecologică, deoarece rata necesară de decuplare economică absolută globală este mult mai mare decât a atins-o orice țară în trecut

### Pandemia Covid-19
Pandemia COVID-19 a încetinit progresul către atingerea ODD-urilor. La Forumul politic la nivel înalt pentru dezvoltare durabilă al ONU din iulie 2023, vorbitorii au remarcat că pandemia și crizele multiple la nivel mondial, cum ar fi schimbările climatice, au amenințat decenii de progres în ceea ce privește obiectivele de dezvoltare durabilă

## Critici

### Prea multe obiective și probleme generale
Oamenii de știință au evidențiat deficiențe în proiectarea ODD-urilor pentru următoarele aspecte: „numărul de obiective, structura cadrului obiectivului (de exemplu, structura neierarhică), coerența între obiective, specificul sau măsurabilitatea țintele, limbajul folosit în text și baza lor pe dezvoltare economică durabilă neoliberală ca orientare principală:161”.
ODD-urile pot pur și simplu să mențină „status quo”-ul și să nu atingă o agendă de dezvoltare ambițioasă. Actualul status quo a fost descris ca „separând bunăstarea umană și durabilitatea mediului, nereușind să schimbe guvernanța și să acorde atenție compromisurilor, cauzelor fundamentale ale sărăciei și degradării mediului și problemelor de justiție socială”.
Un comentariu din The Economist din 2015 susținea că 169 de ținte pentru ODD-uri sunt prea multe, descriindu-le ca fiind extinse, concepute greșit și o încurcătură în comparație cu cele 8 Obiective de Dezvoltare ale Mileniului (ODM)

### Slăbiciuni în ceea ce privește durabilitatea mediului

Model ODD: o modalitate de a evidenția aspectele economice, sociale și ecologice ale Obiectivelor de Dezvoltare Durabilă

Oamenii de știință au criticat faptul că Obiectivele de Dezvoltare Durabilă „nu reușesc să recunoască faptul că preocupările privind planeta, oamenii și prosperitatea lor sunt toate parte a unui sistem global și că protecția integrității planetare nu ar trebui să fie un mijloc pentru atinderea unui scop, ci un scop în sine:147”. ODD-urile „rămân fixate pe ideea că pentru atingerea tuturor pilonilor dezvoltării durabile, creșterea economică este fundamentală:147” și nu acordă prioritate protecției mediului:144.
Trei dintre Obiectivele de Dezvoltare Durabilă sunt axate pe mediu, respectiv ODD 13, ODD 14 și ODD 15 (climă, pământ și oceane), dar nu există un obiectiv global de mediu sau planetar:144, întrucât ODD-urile nu urmăresc integritatea planetară ca atare:144.
Constrângerile de mediu și limitele planetare sunt subreprezentate în ODD. De exemplu, modul în care sunt structurate ODD-urile actuale duce la o corelație negativă între sustenabilitatea mediului și ODD, majoritatea indicatorilor chiar și în cadrul obiectivelor axate pe sustenabilitate concentrându-se pe rezultatele sociale sau economice. Acestea ar putea promova neintenționat degradarea mediului în numele dezvoltării durabile.
Anumite studii susțin, de asemenea, că o concentrare a ODD-urilor asupra dezvoltării durabile neoliberale este dăunătoare integrității și justiției planetare. Ambele ambiții (integritatea planetei și justiția) ar necesita limitarea creșterii economice:145.
Oamenii de știință au propus mai multe modalități de a aborda punctele slabe privind sustenabilitatea mediului în ODD:
- monitorizarea variabilelor esențiale pentru a surprinde mai bine esența sistemelor de mediu și sociale cuplate care stau la baza dezvoltării durabile, ajutând la coordonarea și transformarea sistemelor[69],
- acordarea unei atenții sporite contextului sistemelor biofizice din anumite locuri (de exemplu, deltele fluviale de coastă, zonele montane)[70][71],
- o mai bună înțelegere a feedback-urilor la scară în spațiu (de exemplu referitor la globalizare) și timp (de exemplu afectarea generațiilor viitoare) care ar putea determina în cele din urmă succesul sau eșecul ODD-urilor[72]

### Aspecte etice
Există îngrijorări cu privire la orientarea etică a Obiectivelor de Dezvoltare Durabilă: ele rămân „întemeiate pe noțiuni puternice (occidentale) moderniste de dezvoltare: suveranitatea oamenilor asupra mediului (antropocentrism), individualism, competitivitate, libertate (drepturi mai degrabă decât obligații), interes propriu, credință în piața liberă care duce la bunăstare colectivă, proprietate privată (protejată de sistemele juridice), recompense bazate pe merit, materialism, cuantificarea valorii și instrumentalizarea muncii:146”.
Unele studii avertizează că Obiectivele de Dezvoltare Durabilă ar putea fi folosite pentru a camufla afacerile, deghizându-le folosind retorica sustenabilității legate de ODD. Un studiu de revizuire a meta-analizei din 2022 a constatat că: „Există chiar dovezi emergente că ODD-urile ar putea avea chiar efecte negative, oferind o „cortină de fum pentru o activitate politică agitată” care estompează o realitate a stagnării, a blocajelor și a afacerismului:220”.

## Mecanism de monitorizare

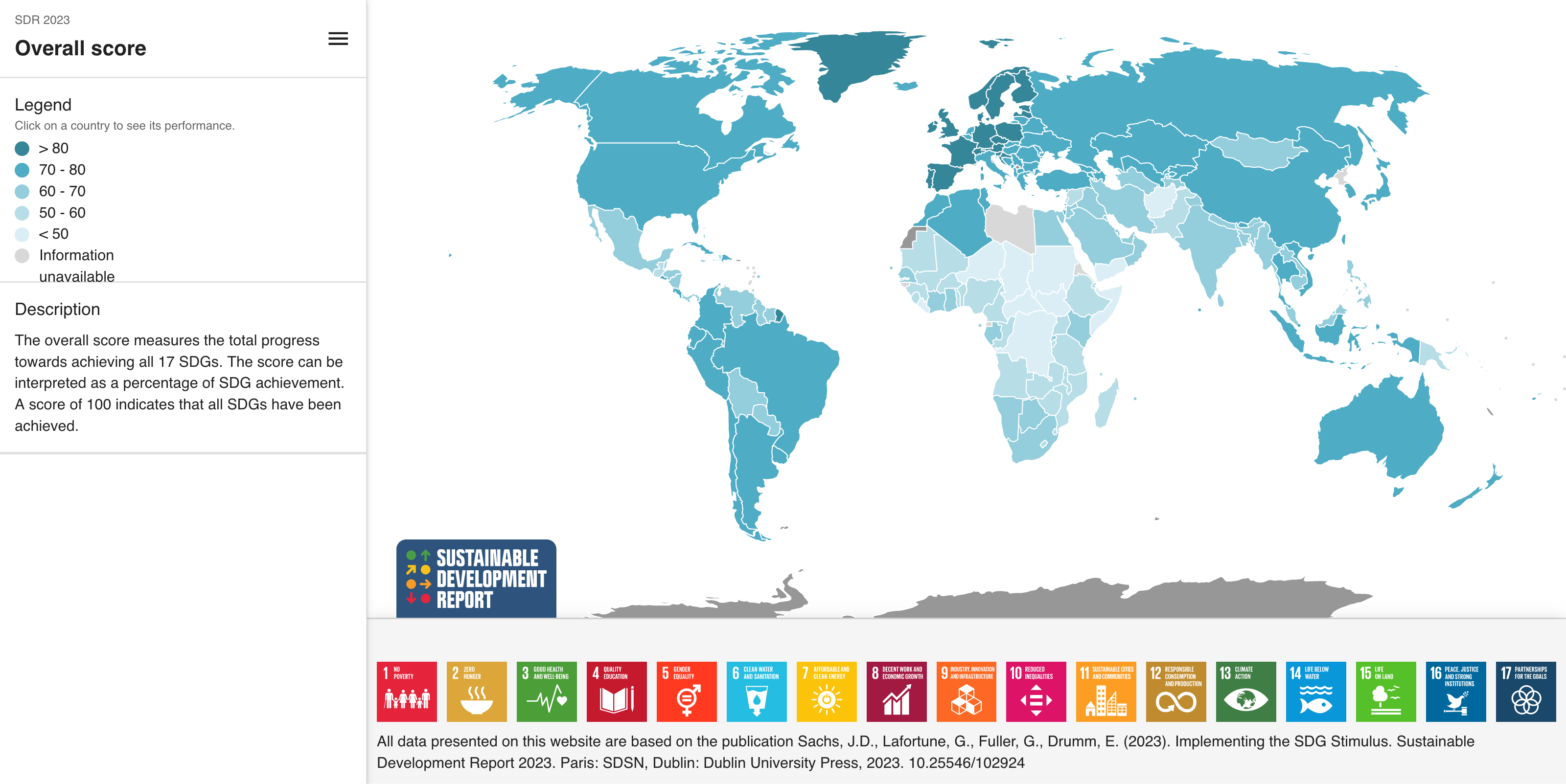
Harta globală privind îndeplinirea ODD-urilor în 2023

### Forumul politic la nivel înalt al ONU privind dezvoltarea durabilă (HLPF)
Forumul Politic la Nivel Înalt pentru Dezvoltare Durabilă (High-level Political Forum on Sustainable Development - HLPF) a înlocuit Comisia Națiunilor Unite pentru Dezvoltare Durabilă în 2012:206, dorindu-se a constitui un „loc de întâlnire regulat pentru guverne și reprezentanți non-statali în scopul evaluării progresului global către dezvoltarea durabilă:206”. Reuniunile au loc sub auspiciile Consiliului Economic și Social al Națiunilor Unite. În iulie 2020, întâlnirea a avut loc pentru prima dată online din cauza pandemiei de COVID-19. Rapoartele de progres la nivel înalt pentru toate ODD-urile sunt publicate sub formă de rapoarte de către Secretarul General al Națiunilor Unite.
Cu toate acestea, Forumul la nivel înalt întâmpină o serie de probleme, nefiind capabil să promoveze coerența la nivelul întregului sistem. Motivele pentru aceasta includ mandatul său larg și neclar, combinat cu lipsa de resurse și interesele naționale divergente. Prin urmare, acest sistem de monitorizare este în principal doar o platformă de raportare voluntară și schimb de experiență între guverne.

### Instrumente de monitorizare și site-uri web dedicate
Publicația online SDG-Tracker a fost lansată în iunie 2018 și prezintă date pentru toți indicatorii disponibili. Se bazează pe baza de date Our World In Data și are sediul la Universitatea Oxford. Publicația are acoperire globală și monitorizează progresul către ODD la nivel global. Platforma își propune să facă datele despre cele 17 obiective disponibile și ușor de înțeles pentru publicul larg. SDG-Tracker subliniază că lumea este încă foarte departe de a atinge obiectivele de dezvoltare durabilă.
Global ODD Index and Dashboards Report (fost SDG Index & Dashboards) este primul studiu la nivel global care evaluează progresul fiecărei țări în ceea ce privește atingerea Obiectivelor de dezvoltare durabilă. Spre deosebire de Obiectivele de Dezvoltare ale Mileniului, Obiectivele de Dezvoltare Durabilă stabilesc standarde nu numai pentru țările emergente și în curs de dezvoltare, ci și pentru națiunile industrializate.

## Raportarea progresului

### Starea generală
Rapoartele Națiunilor Unite și ale altor organizații care monitorizează progresul în ceea ce privește ODD-urile au subliniat în mod repetat că este puțin probabil ca lumea să atingă majoritatea țintelor până în 2030:41 (sau mai devreme pentru acele ținte care au un termen anterior anului 2030), ceea ce înseamnă că „lumea nu este pe drumul cel bun:41”. Motive de îngrijorare deosebită, întrucât afectează multe dintre ODD, sunt creșterea inegalităților, schimbările climatice în curs și creșterea pierderii biodiversității:41. În plus, există un compromis între limitele planetare și aspirațiile pentru bogăție și bunăstare, ceea ce a fost descris după cum urmează: „sistemele biofizice sociale și naturale ale lumii nu pot susține aspirațiile pentru bunăstarea umană universală încorporate în ODD:41”.
Din cauza diverselor probleme economice și sociale, multe țări înregistrează o scădere majoră a progresului înregistrat. În Asia, de exemplu, datele arată o pierdere a progresului în ceea ce privește ODD 2, ODD 8, ODD 10, ODD 11 și ODD 15. Abordările recomandate pentru continuarea progresului către atingerea ODD-urile sunt: „Stabilirea priorităților, concentrarea pe valorificarea dimensiunii de mediu a ODD-urilor, înțelegerea modului de funcționare a ODD-urilor ca sistem indivizibil și căutarea sinergiilor”.

### Evaluarea impactului politic al ODD-urilor
O evaluare științifică publicată în 2022 a analizat impactul politic al ODD-urilor, analizând peste 3.000 de articole științifice, în principal din domeniul științelor sociale. Studiul a analizat posibilele efecte discursive, normative și instituționale. Prezența tuturor celor trei tipuri de efecte într-un sistem politic este definită ca „impact transformator”, care este obiectivul final al Agendei 2030.
„Efectele discursive” se referă la schimbările din dezbaterile globale și naționale care le fac mai aliniate la ODD. „Efectele normative” reprezintă ajustări ale cadrelor și politicilor legislative și de reglementare, în conformitate cu și din cauza ODD-urilor. „Efectele instituționale” presupun crearea de noi departamente, comitete, birouri sau programe legate de realizarea ODD-urilor sau realinierea instituțiilor existente.
Analiza a constatat că ODD-urile au avut doar un impact politic transformator limitat, având în principal efecte discursive. De exemplu, adoptarea pe scară largă a principiului „a nu lăsa pe nimeni în urmă” în declarațiile de către factorii de decizie și activiștii societății civile este un efect discursiv. ODD-urile au condus, de asemenea, la unele reforme normative și instituționale izolate, dar există o îndoială larg răspândită că ODD-urile pot îndrepta societățile către mai multă integritate ecologică la scară planetară, deoarece, în general, țările acordă prioritate ODD-urilor din domeniul socioeconomic (de exemplu, ODD-urile 8 până la 12) în detrimentul celor orientate spre mediu (de exemplu, ODD-urile 13 până la 15), ceea ce este în concordanță cu propriile politici naționale de dezvoltare pe termen lung.

### Impactul pandemiei de COVID-19
Pandemia COVID-19 din 2020 a avut impact asupra tuturor celor 17 obiective. A devenit „cea mai gravă criză umană și economică dintr-o viață:2”. Pandemia a amenințat progresele înregistrate în special pentru ODD 3 (sănătate), ODD 4 (educație), ODD 6 (apă și canalizare), ODD 10 (reducerea inegalităților) și ODD 17 (parteneriate)
Fondul Monetar Internațional a luat, de asemenea, inițiativa de a sprijini atingerea Obiectivelor de Dezvoltare Durabilă, oferind asistență țărilor în curs de dezvoltare. În acest sens, FMI a acționat pentru reducerea sărăciei în țările în curs de dezvoltare cu venituri mici, oferind sprijin financiar în timpul pandemiei de COVID-19.

### Priorități inegale ale obiectivelor
În 2019, au fost publicate cinci rapoarte de progres privind cele 17 ODD, dintre care trei provin de la Departamentul Națiunilor Unite pentru Afaceri Economice și Sociale (UNDESA), unul de la Fundația Bertelsmann și unul de la Uniunea Europeană. O revizuire a celor cinci rapoarte a analizat care dintre cele 17 obiective au fost abordate cu prioritate și care au fost lăsate în urmă. În comentariile ulterioare, Institutul din Basel a declarat că biodiversitatea, pacea și incluziunea socială au fost „lăsate în urmă”, contrar sloganului oficial al ODD „A nu lăsa pe nimeni în urmă” și a susținut că guvernele și companiile acordă prioritate în mod activ obiectivelor sociale și economice în detrimentul obiectivelor de mediu (cum ar fi ODD 14 și ODD 15), atât în retorică, cât și în practică.

## Finanțare

### Estimări ale costurilor

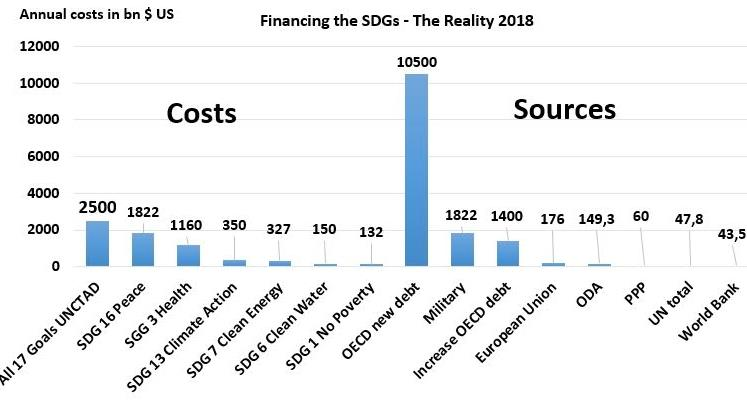
Finanțarea obiectivelor ONU, 2018

În 2021, Organizația Națiunilor Unite estima că doar pentru Africa, având în vedere creșterea populației continentului, ar fi necesară o finanțare anuală de 1,3 trilioane de dolari pentru a atinge Obiectivele de Dezvoltare Durabilă. Anul următor, Fondul Monetar Internațional estima, de asemenea, că sunt necesare 50 de miliarde de dolari doar pentru a acoperi cheltuielile privind adaptarea la schimbările climatice.
Estimările din anul 2017 privind furnizarea de apă curată și canalizare pentru întreaga populație de pe toate continentele se ridicau la o valoare de  200 de miliarde de dolari SUA. Banca Mondială consideră că estimările trebuie făcute separat pentru fiecare țară și reevaluate frecvent în timp.
În 2014, Conferința Națiunilor Unite pentru Comerț și Dezvoltare (UNCTAD) a estimat costurile anuale pentru atingerea Obiectivelor ONU la 2,5 trilioane USD. O estimare din 2018 realizată de Basel Institute of Commons and Economics (care conduce World Social Capital Monitor) a constatat că pentru a atinge toate ODD-urile ar fi necesare între 2,5 și 5 trilioane de dolari pe an.

### Alocarea fondurilor

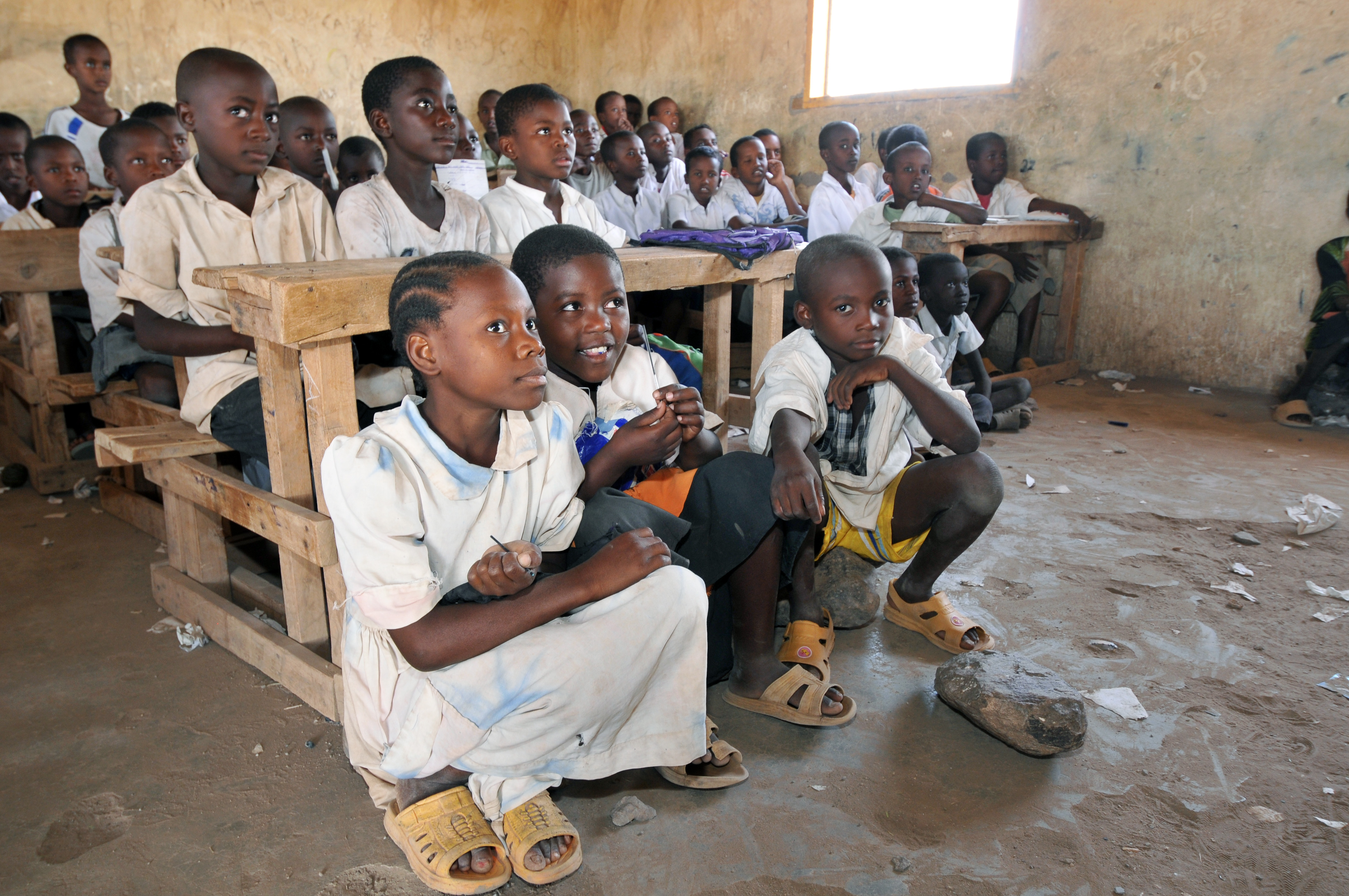
Școlari din tabăra de refugiați Kakuma, Kenya

În 2017, ONU a înființat Grupul operativ inter-agenții pentru finanțarea dezvoltării (Inter-agency Task Force on Financing for Development - IATF) care a lansat invitații la un dialog public. Primele cinci surse de finanțare pentru dezvoltare estimate în 2018 au fost: datoriile guvernamentale reale ale țărilor OCDE, cheltuielile militare, creșterile datoriilor suverane ale țărilor OCDE, transferurile financiare de la expatriați către țările în curs de dezvoltare, Asistența Oficială pentru Dezvoltare (AOD).
Fundația Rockefeller a afirmat în 2017 că „soluția finanțării și atingerii ODD-urilor constă în mobilizarea unei cote mai mari din fluxurile anuale de investiții de capital privat de peste 200 de trilioane de dolari către eforturile de dezvoltare, iar filantropia are un rol esențial de jucat în catalizarea aceastei schimbări”. Finanțatorii la scară largă care au participat la o întâlnire de lucru găzduită de Fundația Rockefeller au concluzionat că „deși există un imperativ moral pentru atingerea ODD-urilor, eșecul este inevitabil dacă nu vor exista schimbări drastice în modul în care se finanțează schimbările la scară largă”.
O analiză amplă publicată în 2022 a constatat că există puține dovezi că guvernele au realocat în mod substanțial fonduri pentru implementarea ODD-urilor, fie pentru implementarea națională, fie pentru cooperarea internațională. ODD-urile nu par să fi modificat bugetele publice și mecanismele de alocare financiară în vreun fel important, cu excepția unor contexte de guvernanță locală. Bugetele naționale nu pot fi realocate cu ușurință:81.

## Comunicare și promovare

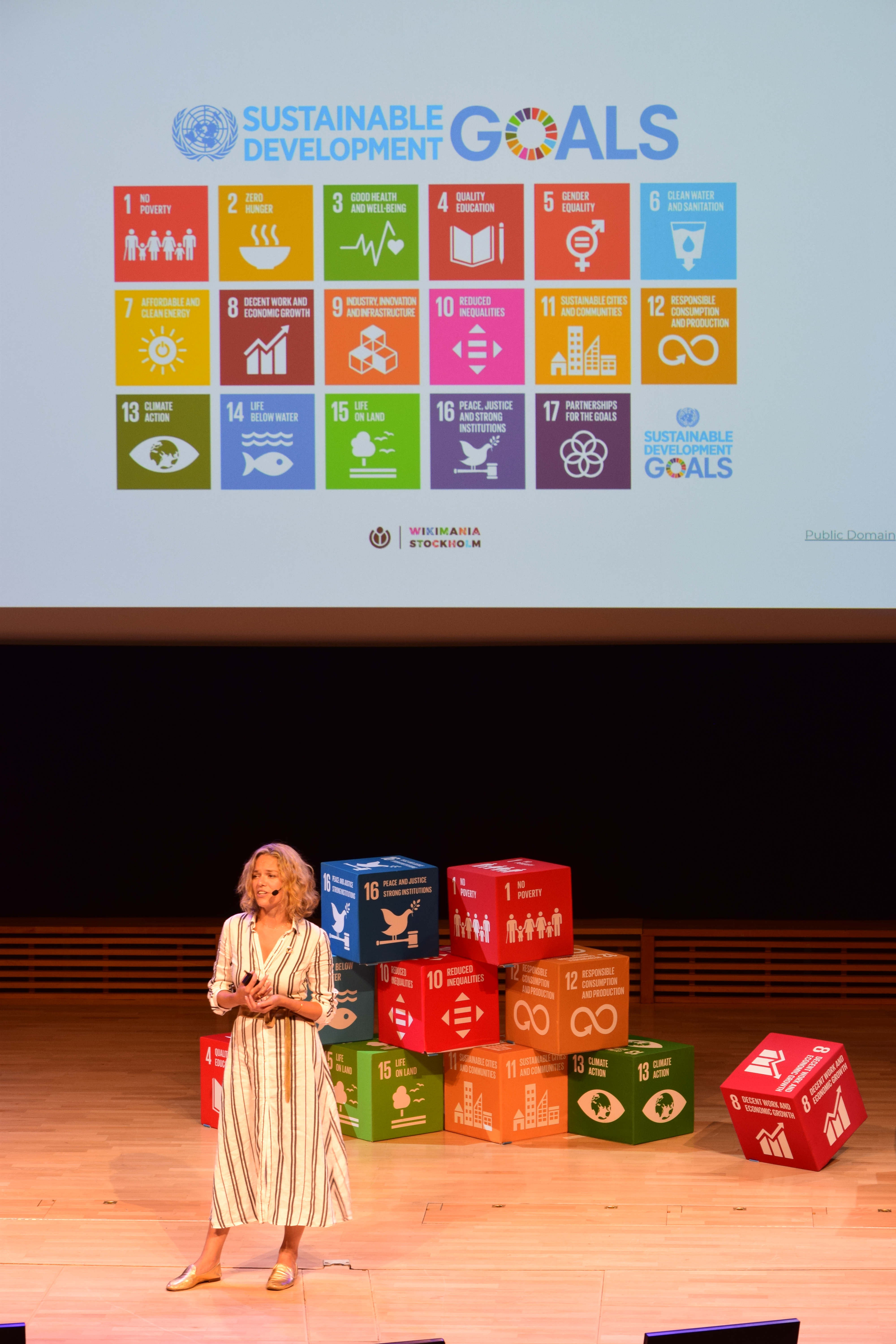
Katherine Maher, pe atunci director executiv al Wikimedia Foundation, vorbește despre „Rolul cunoașterii libere în promovarea ODD” la Stockholm, 2019

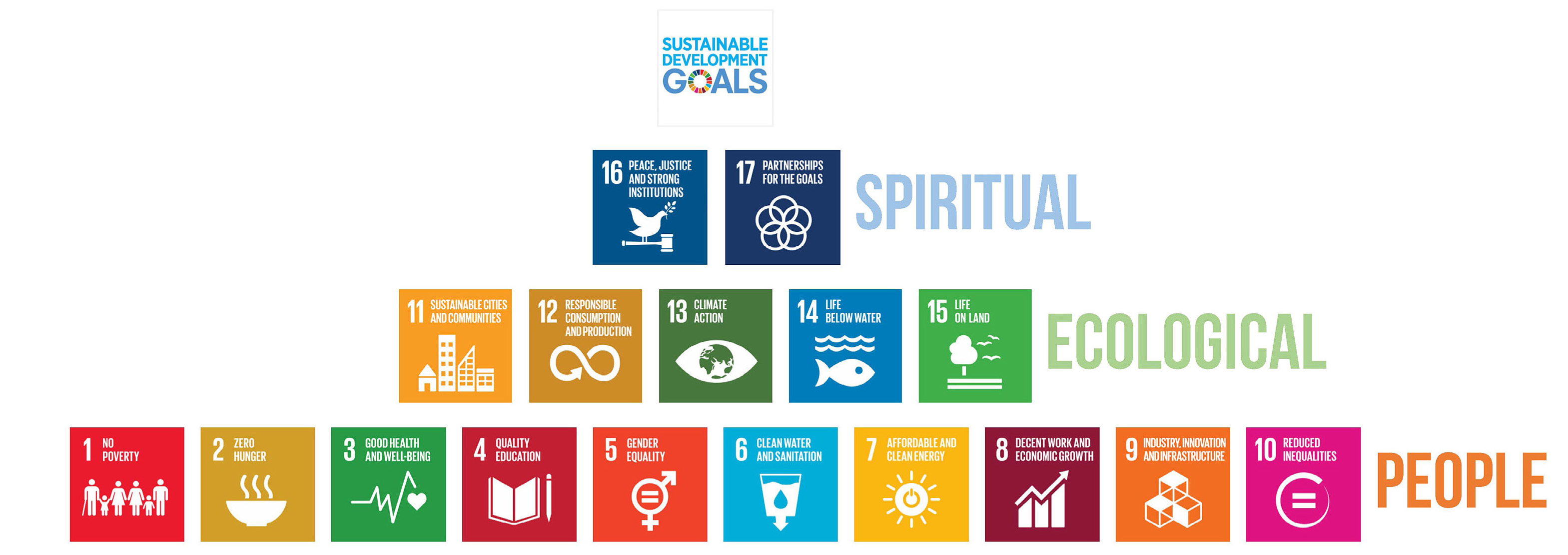
Propunere de vizualizare a celor 17 ODD-uri într-o piramidă tematică

Agenda 2030 nu a creat o autoritate specifică pentru comunicare în domeniul Obiectivelor de Dezvoltare Durabilă, cu toate acestea, atât organizațiile internaționale, cât și cele locale de promovare au căutat resurse non-statale semnificative pentru comunicarea ODD. Agențiile ONU care fac parte din Grupul Națiunilor Unite pentru Dezvoltare au decis să susțină o campanie independentă pentru comunicarea ODD unui public mai larg. Această campanie, Project Everyone, a avut sprijinul instituțiilor corporative și a altor organizații internaționale.
Folosind textul elaborat de diplomații de la nivelul ONU, o echipă de specialiști în comunicare a dezvoltat simboluri grafice (icons) pentru fiecare obiectiv. De asemenea, au scurtat denumirea „Cele 17 obiective de dezvoltare durabilă” în „Obiective globale”, apoi au organizat ateliere și conferințe pentru a comunica obiectivele globale unui public global
Convenția de la Aarhus este un document al Națiunilor Unite adoptat în 2001, în mod explicit pentru a încuraja și promova angajamentul public eficient în luarea deciziilor de mediu. Transparența informațiilor legate de rețelele sociale și implicarea tinerilor sunt două aspecte legate de Obiectivele de Dezvoltare Durabilă pe care le-a abordat convenția
În 2019 și apoi în 2021, secretarul general al Națiunilor Unite, António Guterres, a numit 17 „avocați ODD”. Rolul personalităților publice este de a crește gradul de conștientizare, de a inspira ambiție mai mare și de a face eforturi pentru o acțiune mai rapidă privind ODD. În calitate de copreședinți au fost numiți Mia Mottley, prim-ministrul Barbados și Justin Trudeau, prim-ministrul Canadei.

### Evenimente globale

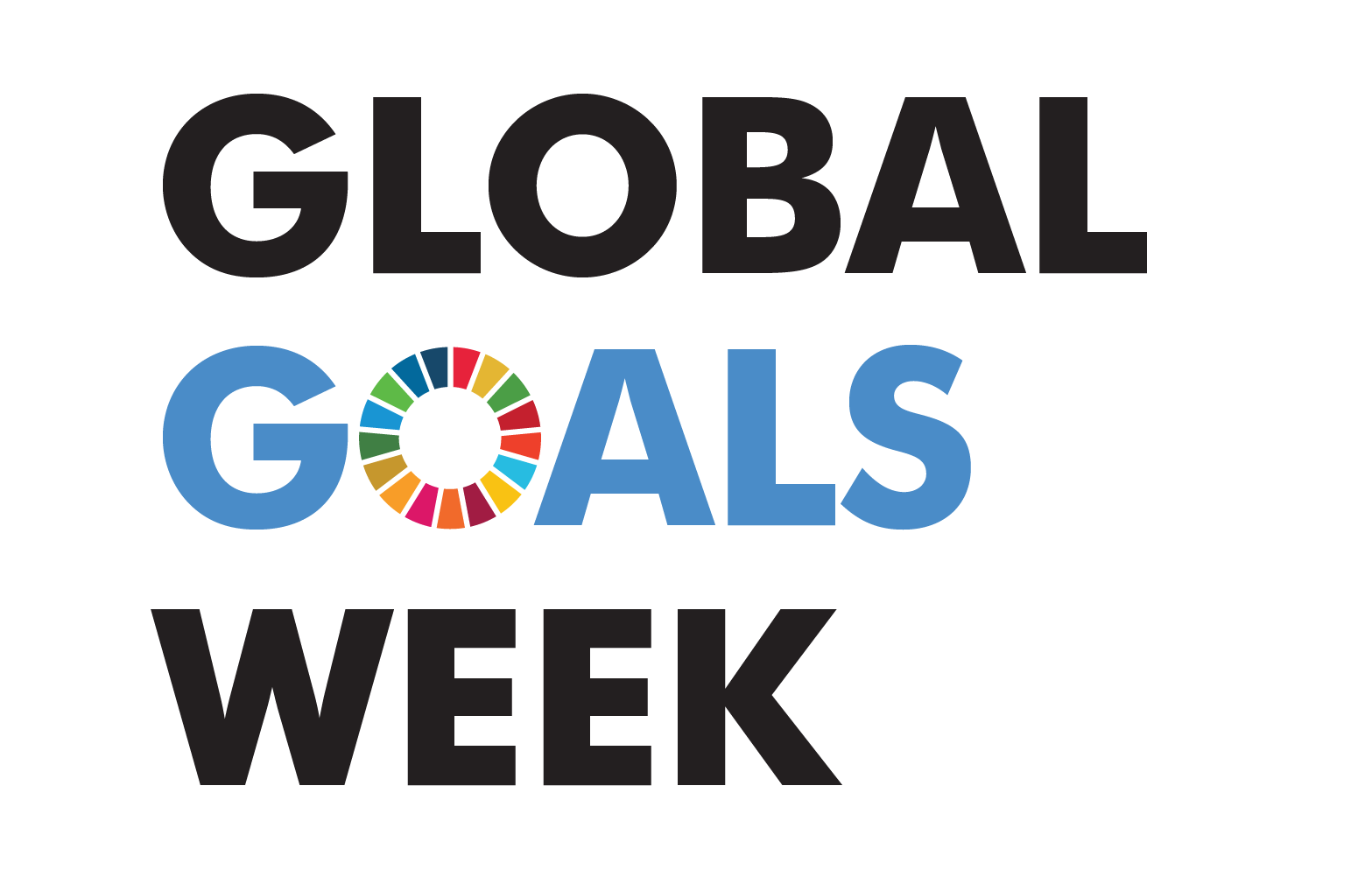
Sigla Global Goals Week

Global Goals Week (Săptămâna Obiectivelor Globale) - o săptămână de acțiune, conștientizare și responsabilitate pentru Obiectivele de dezvoltare durabilă - este un eveniment care se desfășoară anual în luna septembrie, organizat de Project Everyone, United Nations Foundation și Programul Națiunilor Unite pentru Dezvoltare, care se constituie în angajamentul comun a peste 100 de parteneri de a asigura o acțiune rapidă asupra ODD-urilor prin schimbul de idei și soluții transformatoare la problemele globale. A avut loc pentru prima dată în 2016 și se desfășoară adesea concomitent cu Climate Week NYC
Arctic Film Festival (Festivalul de Film Arctic) este un festival anual de film organizat de HF Productions și susținut de Platforma de parteneriat pentru ODD. Desfășurat pentru prima dată în 2019, festivalul este de așteptat să aibă loc în fiecare an în septembrie în Longyearbyen, Svalbard, Norvegia